# Ligularia knorringiana
Ligularia knorringiana là một loài thực vật có hoa trong họ Cúc. Loài này được Pojark. mô tả khoa học đầu tiên năm 1961.